# Потапенко В'ячеслав Опанасович
Пота́пенко В'ячесла́в Опана́сович (*21 грудня 1863 (2 січня 1864), село Веселий Кут (Березань) поблизу Миколаєва — †8 серпня 1937, Краснодар, тюрма НКВД СССР) — український письменник і актор.
Жертва сталінського терору.

## Біографія
Народився у шляхетній українській родині козацького походження.
Навчався в юнкерській школі в Петербурзі. В 1883–1900 був актором у трупах Марка Кропивницького та Миколи Садовського. З 1904 жив у Катеринодарі (тепер Краснодар), видавав газету «Нова зоря» (рос. «Новая заря»), один з керівників правління Кубанської "Просвіти".
Пережив Голодомор 1932-1933 на Кубані. Але 1937 заарештований групою НКВД та розстріляний ними у краснодарській катівні.
Радянська історіографія, як це часто робилося у випадках з репресованими, датою його смерті подавала вигадану дату — 20 жовтня 1942 року. Родина письменника довгий час підтримувала вигадку спецслужб, згідно з якою Потапенко був в'язнем до 1942 року і нібито самі комуністи звільнили його перед приходом німецьких військ і той навіть став сталінським диверсантом «в тилу ворога».

## Творчість
Друкуватися почав з 1885. Писав українською та московською мовами. Автор ліричних віршів, байок, оперних лібретто, а також кількох п'єс, при чому деякі з них ставились на сцені. Майстерні оповідання Потапенка, зокрема про еміграцію українців через безземелля, позитивно оцінював Іван Франко:
| Дуже споріднений з Коцюбинським щодо вдачі свого таланту являється інший молодий письменник, В'ячеслав Потапенко. В нашій літературі він виступає рідко, але кожде його оповідання - се пластичний і сильний малюнок. Буденні сцени, тисяч раз обговорювані постаті набирають під його пером чару новості, вбиваються нам у пам'ять навзавсігди... |
Також критика високо оцінювала його оповідання «Чабан», «Чубатий», «Чарівниця», «Злодій», «Перша карна справа».
Оповідання «На нові гнізда» — це драма переселення українців на Амур, куди у ХІХ столітті діставалися морем, через Одесу, тож і розлучалися із батьками назавжди. Оповідання — пластичне тло для розуміння феномену створення нової України на Далекому Сході — Зеленого клину. Але цим оповідання не вичерпується: у ньому червоною ниткою проходить теза «пропащої української сили», яка калічиться на війнах за інтереси Російської імперії, а її рід змушений шукати собі шматка землі по далекосхідних пустелях цієї імперії. Тим, що залишалися злиднями вдома, утіхою були імперські медалі та поїздки на обіди до Петербурга «щороку на Георгія Побідоносця»:
| «Григор'євський» хрест не цяцька, недарма москаля величають «кавалером». Хоч його покалічено, а проте - кавалер, а се чоловікові не абищо. Він повік дістає кілька карбованців на рік. У церкву увійде кавалер - усі розступаються, дорогу дають йому. Кавалер стоїть попереду, поруч з панами. Щороку на Георгія Побідоносця каліка-кавалер їде до Петербурга, обідає у дворці вкупі з другими москалями- кавалерами. Він до труни матиме що їсти, і йому не треба пхатися до Амура за шматком хліба. Правда, що його родина бідує, бо який з каліки робітник? Ну, що ж робити, - усіх не нагодуєш!.. |

## Твори
- В. Потапенко. На нові гнізда. ЛНВ, 1899, т. 5, кн. 1-3, С. 262-271.
- В. Потапенко. Оповідання у книзі: Антологія українського оповідання, т. 2. К., 1960.
- В. Потапенко. На нові гнізда. Українська новелістика кінця ХІХ — початку XX століття. Київ, 1989, С. 245-253. ISBN 5-12-000460-1